# Rambo: The Video Game
Rambo: The Video Game é um jogo eletrônico rail shooter desenvolvido pelo estúdio polonês Teyon e publicado pela Reef Entertainment. O jogo é baseado na franquia Rambo e coloca o jogador no papel de John Rambo enquanto ele viaja pelas cenas de cada um dos três filmes: First Blood (1982), Rambo: First Blood Part II (1985) e Rambo III (1988).
Um teaser trailer foi lançado pela Machinima, contendo montagens dos filmes. O jogo foi originalmente programado para ser lançado no final de 2013, mas acabou sendo adiado para o início de 2014. Rambo: The Video Game recebeu críticas negativas, com os revisores criticando a baixa qualidade dos seus gráficos, a natureza repetitiva da jogabilidade e a falta geral de polimento.

## Desenvolvimento
Em agosto de 2011, a Reef Entertainment adquiriu os direitos de desenvolvimento e publicação de jogos da franquia Rambo do detentor dos direitos StudioCanal. Até esta época, os três filmes da série Rambo haviam arrecadado mais de 600 milhões de dólares. A editora disse que a compra foi impulsionada pelo sucesso de Rambo em 2008 e pelo lançamento do filme de ação The Expendables 2, estrelado por Sylvester Stallone. Eles afirmaram que planejavam usar os direitos como uma plataforma de lançamento para a empresa. Em agosto de 2011, a editora disse que Rambo: The Video Game seria lançado nas lojas em 2012 e estaria disponível no PlayStation 3, Xbox 360 e Microsoft Windows. Jeffrey Matulef, da Eurogamer, disse em 5 de outubro de 2012 que não acreditava que o jogo seria lançado antes do final do ano. Nesse mesmo mês, a Reef Entertainment disse que seria lançado "em breve".
O diretor comercial da Reef Entertainment, Craig Lewis, descreveu que o jogo permitiria que os jogadores "ficassem sob a pele de Rambo e usar seu icônico conjunto de armas em batalha". A desenvolvedora usou os atores da série de filmes para fornecer vozes no jogo para John Rambo, interpretado por Sylvester Stallone, e Col. Trautman, interpretado por Richard Crenna. No entanto, a desenvolvedora não contratou os dois atores para fornecer trabalho de voz (Crenna morreu em 2003), mas entrou em contato com a proprietária da série de filmes, StudioCanal, e adquiriu cópias das fitas de voz originais da franquia para usar no jogo.

## Recepção
Rambo: The Video Game recebeu avaliações "geralmente desfavoráveis" de acordo com o agregador de resenhas Metacritic. Os revisores criticaram o jogo por seus gráficos desatualizados, jogabilidade genérica e uso abusivo de quick time events. Os analistas também criticaram o jogo por seus bugs e glitches frequentes, IA pobre dos inimigos, e sua duração muito curta.
A IGN disse que sua mecânica de jogo on-the-rails "parece uma total perda de tempo para todos os envolvidos". A Destructoid disse que o jogo era "um on-rails lightgun não polido e sem inspiração" e que até "mesmo o ato de atirar não parece impactante ou divertido". A GameSpot disse que a versão de Xbox 360 era um "rail shooter que leva você através de suas fases pelo nariz, permitindo que você se concentre em pairar seu retículo de mira sobre os bandidos e atirar para baixo."
A Giant Bomb nomeou Rambo: The Video Game para o prêmio de Pior Jogo de 2014.